# مهمة مستحيلة: بروتوكول الشبح
مهمة مستحيلة: بروتوكول الشبح هو فيلم أمريكي إنتاج عام 2011، هو الجزء الرابع من سلسلة أفلام مهمة مستحيلة بطولة توم كروز الذي يقوم بدور إيثان هانت كاتب الفيلم هو نيميتش أندريه انتجه توم كروز، جاي جاي أبرامز. تم تصوير الفيلم جزئيا باستخدام كاميرات آيماكس.صدر الفيلم في أمريكا الشمالية يوم 16 ديسمبر 2011، ولاقى نجاحاً في شباك التذاكر.

## طاقم التمثيل

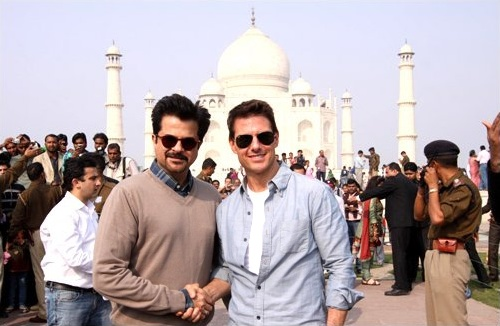
توم كروز يروج لفيلم وخلفه تاج محل

- توم كروز: إيثان هانت، المسؤول عن فريق
- سيمون بغ: فريق ايثان بنجي دان، عامل المجال الفني IMF
- جيريمي رينر: فريق ايثان وليام برانت، المحلل الرئيسي للوزير ويصبح مع ايثان في IMFوIMF
- بولا باتون: فريق ايثان كجين كارتر، عضو فريق هانت
- نايكفيست مايكل: كورت هيندريكس، سويدي استراتيجي وعالم في العلوم النووية والقانون النووي وصاحب نظرية الحرب النووية الفتاكة والخصم الرئيسي ضد إيثان هانت.
- فلاديمير ماشكوف: أناتولي سيدوروف، في أعقاب مطاردة وفريقه في أجهزة استخبارات روسية.
- اديلمان سمالي: ماريوس ويستروم، اليد اليمنى لهندريكس
- شفيدوف إيفان: ليونيد ليسينكير، خبير القانون النووي والشيفرات النووية الذي أجبره هندريكس على العمل معه للتأكد من صحة الشيفرات في لقائه في برج خليفة
- أنيل كابور: بريج ناث، رجل أعمال هندي غني يملك مجموعة اعلامية قائمة على قمر صناعي اشتراه من روسيا يستخدمه هند يكس في اطلاق صاروخ نووي
- سيد ليا: "سابين مورو"، قاتل فرنسي للإيجار
- جوش هولواي: تريفور هانوي، IMF
- كريتز بافل ماريك ستيفانسكي
- جربيك والمعراج بوغدان، سجين روسي ساعده ايثان هانت بالهروب من سجنه في موسكو ويساعده لاحقاً في الحصول على اسلحة ومعدات للذهاب للهند بعد أخذ هندريكس الشيفرات في دبي
- إيليا فلك كالضباب، تاجر أسلحة وابن عمه في بوغدان يعطي ايثان معدات واسلحة وطائرة عند ذهابه من دبي إلى الهند
- توم ويلكنسون كأمين IMF
- فينغ رامز في مظهر حجاب لوثر ستيكيل، زميل هانت
- ميشيل موناغان مرافق أو صديق لجوليا ميد، زوجة هانت التي تظهر في نهاية الفيلم
- دوبود مايك كحارس الأروقة سوبسيلار الكرملين
- نوفاك إيفو كعامل روسي
- كاسب بريان كمذيع "الأخبار البريطانية"
- نيسان/أبريل ستيوارت كمترجم السويدية
- أندرسون نيكولا كصديق لجوليا يظهران في نهاية الفيلم فقط

## ملخص الفيلم
قصة الفيلم الرئيسية تدور حول إخراج ايثان هانت(توم كروز) من سجن في موسكو لللحصول على اسرار نووية من الكرملين، وعالم نووي سويدي يريد سرقة اسرار نووية من الكرملين في موسكو مع شيفرات أخرى، ثم يريد السيطرة على قمر صناعي في الهند وكل ذلك بهدف على اشعال حرب نووية. ينجح هندريكس بالحصول على الاسرار من الكرملين ويفجره فيبدأ ايثان بملاحقته إلى دبي لمنعه من أخذ كودات نووية محددة لكنه بفشل أيضاً عندها يلاحقه إلى الهند لمنعه من السيطرة على القمر الصناعي لكن هندريكس يسبقه ويطلق صاروخ نووي عندها يتدخل ايثان ويلاحقه ويتمكن باللحظة الأخيرة من ايقاف انفجار المادة النووية في الصاروخ.

## الاحداث
- في بودابست: يركض () (وهو أحد أعضاء قولت المهام المستحيلة) على سطح بناية ويلاحقة شخصان يقوم بالقاء شيء للاسفل ويقفز ويطلق النار على الشخصان بطريقة محترفة، وثبل وصول الأرض تنفتخ شيء يمنع يحافظ على سلامته، يستمر بالمشي تكون مقابله سيده شقراء الشعر ويتعرف أحد الأجهزة عليها وقبل ان يتدارك الأمر تقوم باطلاق النار عليه واخذ حقيبة يحملها تحتوي على بعض الاغراض السرية.
- في سجن ايثان في روسيا يقوم بينجي بفتح الابواب بشكل منظم لمساعدة ايثان هانت المسجون هناك على الهروب ويقوم ايثان بأخذ شخص آخر معه وهو بوغدان ويتم عمل فتحة في السجن باستخدام جهاز امواج حديث ويهربون ويقوم ايثان بتخدير الرجل وونقله بسيارة أخرى ثم يذهب إلى كابينة هاتف عام وبتلقى المهمة الجديدة وهي (...)
- في الكريملين واعتقال ايثان من الشرطة الروسية. يتم التخطيط للذهاب إلى الكرملين للحصول على معلومات نووية معينة ويتم التنكر ويدخل ايثان وبنجي، يريان شخص ذو شعر ابيض وشخصية جميلة، وعند الوصول للمعلومات يضعان شاشة لخداع الحارس العسكري وبعد الدخول يتم اختراق شبكة الاتصال بينهم عندها يلغي ايثان المهمة ويهربون حيث انهم لا يجدون ما حاؤوا لاجله وعند خروجه ينفجر الكرملين ويغيب عن الوعي ويظهر له من المخابرات الروسية () ويهرب منهم من المستشفى ويتصل بالقسم ابمختص في حالات الطوارئ.
- مع الوزير ومقتل الوزير: يلتقي ايثان مع الوزير ويكون معه شخص يدعى كبير المحللين برانت (جيريمي رينر)
- في دبي في الامارات العربية المتحدة: يكون مكان لقاء... الشقراء مع هندرسيك في برج خليفة في دبي
- في برج خليفة في دبي
- هروب هندريكس من ايثان
- قصة برانت حول معرفته ب ايثان
- ايثان يفاوض تاجر اسلحة
- الذهاب إلى الهند
- في الهند في قصر بريجناث
- سيطرة هندريكس على القمر الصناعي
- ملاحقة هندريكس في الهند
- النهاية في الولايات المتحدة

## روابط خارجية
- الموقع الرسمي
- مهمة مستحيلة: بروتوكول الشبح على موقع IMDb (الإنجليزية)
- مهمة مستحيلة: بروتوكول الشبح على موقع ميتاكريتيك (الإنجليزية)
- مهمة مستحيلة: بروتوكول الشبح على موقع روتن توميتوز (الإنجليزية)
- مهمة مستحيلة: بروتوكول الشبح على موقع نتفليكس (الإنجليزية)
- مهمة مستحيلة: بروتوكول الشبح على موقع قاعدة بيانات الأفلام العربية
- مهمة مستحيلة: بروتوكول الشبح على موقع ألو سيني (الفرنسية)
- مهمة مستحيلة: بروتوكول الشبح على موقع Turner Classic Movies (الإنجليزية)
- مهمة مستحيلة: بروتوكول الشبح على موقع أول موفي (الإنجليزية)
- مهمة مستحيلة: بروتوكول الشبح على موقع بوكس أوفيس موجو (الإنجليزية)
- مهمة مستحيلة: بروتوكول الشبح على موقع فيلمافينيتي (الإسبانية)